# 1979 في الولايات المتحدة
فيما يلي قوائم الأحداث التي وقعت خلال عام 1979 في الولايات المتحدة.

## أحداث
- 1 يوليو – دورة الألعاب الأمريكية 1979
- 28 مارس – حادث جزيرة الثلاثة أميال
- 25 مايو – الخطوط الجوية الأمريكية الرحلة 191

## سياسة

### تعيين في المنصب
- 1 يناير – أندرو كارد عضو مجلس نواب ماساتشوستس.
- 1 يناير – بول سيلوتشى عضو مجلس نواب ماساتشوستس.
- 1 يناير – ماريو كومو نائب حاكم نيويورك [الإنجليزية]‏.
- 2 يناير – بوب غراهام حاكم ولاية فلوريدا [الإنجليزية]‏.
- 2 يناير – جون وارنر عضو مجلس الشيوخ الأمريكي.
- 3 يناير – بيل برادلي عضو مجلس الشيوخ الأمريكي.
- 3 يناير – بيل نيلسون عضو مجلس النواب الأمريكي.
- 3 يناير – جوزيف إ. برينان حاكم مين [الإنجليزية]‏.
- 3 يناير – جون كيسيك عضو مجلس ولاية أوهايو.
- 3 يناير – رون بول عضو مجلس النواب الأمريكي.
- 3 يناير – وليام كوهين عضو مجلس الشيوخ الأمريكي.
- 8 يناير – جورج فوينوفيتش نائب حاكم ولاية أوهايو [الإنجليزية]‏.
- 9 يناير – بيل كلينتون حاكم أركنساس  [لغات أخرى]‏.
- 10 يناير – ريتشارد رايلي حاكم كارولينا الجنوبية [الإنجليزية]‏.
- 16 يناير – ديك ثورنبورغ حاكم ولاية بنسلفانيا [الإنجليزية]‏.
- 17 يناير – لامار ألكسندر حاكم تينيسي [الإنجليزية]‏.
- 15 أغسطس – نيل غولدشميت وزير النقل الأمريكي،وزير النقل الأمريكي.
- 16 أغسطس – بنيامين ريتشارد سيفيلتي نائب عام الولايات المتحدة.
- 24 أغسطس – تشارلز دنكان الابن وزير الطاقة الأمريكي.

### انتهاء فترة المنصب
- 1 يناير – بول سيلوتشى عضو مجلس نواب ماساتشوستس.
- 1 يناير – مايك أوكالاهان حاكم نيفادا  [لغات أخرى]‏.
- 3 يناير – إدوارد بروك عضو مجلس الشيوخ الأمريكي.
- 3 يناير – جيمس أبو رزق عضو مجلس الشيوخ الأمريكي.
- 3 يناير – وليام كوهين عضو مجلس النواب الأمريكي.
- 3 يناير – ويليام هاثاوي عضو مجلس الشيوخ الأمريكي.
- 10 يناير – جيمس إدواردز حاكم كارولينا الجنوبية [الإنجليزية]‏.
- 15 يناير – جورج والاس حاكم ألاباما [الإنجليزية]‏.
- 16 يناير – ميلتون جيرولد شاب حاكم ولاية بنسلفانيا [الإنجليزية]‏.
- 4 أغسطس – مايكل بلومنتال وزير الخزانة الأمريكي.
- 5 أغسطس – بول فولكر نظام الاحتياطي الفدرالي.
- 16 أغسطس – جريفين بيل نائب عام الولايات المتحدة.
- 23 أغسطس – جيمس شليسنجر وزير الطاقة الأمريكي.
- 1 نوفمبر – جورج فوينوفيتش نائب حاكم ولاية أوهايو [الإنجليزية]‏.

## رياضة
- 7 أكتوبر – جائزة الولايات المتحدة الكبرى 1979 الفائز جيل فيلنوف.

## ظهور
- 1 يناير – إي إس بي إن
- 1 يناير – صنكيست
- 1 يناير – فانجوريا

## أفلام
من الأفلام التي صدرت هذه السنة في الولايات المتحدة:
- 1 يناير – ...والعدالة للجميع من إخراج نورمان جويسون.
- 1 يناير – أن تكون هناك من إخراج هال آشبي.
- 1 يناير – الدمى من إخراج جيمس فراولي.
- 1 يناير – النبؤة من إخراج جون فرانكنهايمر.
- 1 يناير – الهروب من إخراج بيتر ييتس.
- 1 يناير – الهروب من ألكتراز من إخراج دون سيغل.
- 1 يناير – سلالة من إخراج تيرينس يونغ.
- 1 يناير – شارع هانوفر من إخراج بيتر هيامس.
- 1 يناير – صائد الغزلان من إخراج مايكل تشيمينو.
- 1 يناير – قصة حب قصيرة من إخراج جورج هيل.
- 1 يناير – كاليغولا من إخراج بوب غوتشيواني، تينتو براس.
- 1 يناير – كرامر ضد كرامر من إخراج روبرت بنتون.
- 1 يناير – كل هذا الجاز من إخراج بوب فوس.
- 1 يناير – مانهاتن من إخراج وودي آلن.
- 1 يناير – يسوع من إخراج John Krish [الإنجليزية]‏، Peter Sykes (director) [الإنجليزية]‏.
- 9 فبراير – ذا واريورس من إخراج لورانس غوردون، والتر هيل، David Shaber [الإنجليزية]‏.
- 2 مارس – نورما راي من إخراج مارتن رت.
- 10 مايو – القيامة الآن من إخراج فرانسيس فورد كوبولا.
- 25 مايو – فضائي من إخراج ريدلي سكوت.
- 15 يونيو – روكي 2 من إخراج سيلفستر ستالون.
- 16 يونيو – الفك المفترس 2 من إخراج جينوت سزوارك.
- 13 يوليو – فتى فريسكو من إخراج Robert Aldrich [الإنجليزية]‏.
- 25 أكتوبر – هالوين من إخراج جون كاربنتر.
- 7 ديسمبر – ستار تريك: الفيلم السينمائي من إخراج روبرت وايز.
- 10 ديسمبر – سوبرمان من إخراج ريشارد دونر.

## برامج ومسلسلات وأنمي
- عالم آخر
- الرجل الأخضر الخارق
- ون داي آت أتايم
- كولمبو
- ديفرنت ستروكس
- ذا جيفرسونز
- مسلسل ملائكة تشارلي
- ذا دوكس اوف هازرد
- حي السيد روجرز
- أز ذا وورلد تيرنز
- أيام سعيدة
- دالاس
- بيت صغير على المرج
- هاواي فايف أو
- أليس
- ثريز كومباني
- حقائق الحياة
- غايدنغ لايت

## موسيقى

### ألبومات
من الألبومات التي صدرت هذه السنة في الولايات المتحدة:
- 10 أغسطس – أوف ذا وول من غناء مايكل جاكسون.

## كتب
من الكتب التي صدرت هذه السنة في الولايات المتحدة:
- 1 يناير – ثقافة النرجسية من تأليف كريستوفر لاش.
- 30 يونيو – الفأر مانكس من تأليف Paul Gallico [الإنجليزية]‏.

## مواليد

### يناير
- 1 يناير – الكسندرا يدون ممثلة أمريكية.
- 1 يناير – ساره باركاك
- 1 يناير – شون تياس موسيقي أمريكي.
- 4 يناير – جولي ديتي لاعبة كرة مضرب أمريكية.
- 6 يناير – كاميلا غراي موسيقية أمريكية.
- 6 يناير – كريستيلا الونزو ممثلة أمريكية.
- 7 يناير – ألو بلاك
- 8 يناير – مارك سواريس ملاكم من الولايات المتحدة الأمريكية.
- 9 يناير – جوشوا هارتو
- 11 يناير – تيرنس موريس لاعب كرة سلة أمريكي.
- 11 يناير – دارن لين بوسمان
- 12 يناير – أندريه هوتسون لاعب كرة سلة أمريكي.
- 12 يناير – ديفيد زابريسكي
- 13 يناير – جيل فاغنر ممثلة أمريكية.
- 13 يناير – كيشا براون لاعبة كرة سلة أمريكية.
- 14 يناير – أنجيلا ليندفال
- 14 يناير – كريس أولبرايت لاعب كرة قدم أمريكي.
- 15 يناير – ترينت فورد
- 16 يناير – آليا
- 20 يناير – جيسون سمارت
- 20 يناير – روب بوردون موسيقي أمريكي.
- 23 يناير – كيفن براسويل لاعب كرة سلة أمريكي.
- 23 يناير – لاري هيوز لاعب كرة سلة أمريكي.
- 24 يناير – تاتيانا علي
- 25 يناير – كريستين لاكين
- 26 يناير – سارا رو
- 27 يناير – لوني باكستر لاعب كرة سلة أمريكي.
- 28 يناير – انجيليك كابرال ممثلة أمريكية.
- 29 يناير – بي جاي فلوريس

### فبراير
- 4 فبراير – جيف موريسون لاعب كرة مضرب من الولايات المتحدة الأمريكية.
- 5 فبراير – تشارلز برادلي هوف دراج أمريكي.
- 5 فبراير – جيل ماكيني ممثل أمريكي.
- 9 فبراير – غلوريا فوتسيس ممثلة أمريكية.
- 11 فبراير – براندي نوروود
- 13 فبراير – جيريل ساسر لاعب كرة سلة أمريكي.
- 13 فبراير – مينا سوفاري
- 17 فبراير – جاكسون هورست ممثل أمريكي.
- 19 فبراير – ستيف تشيروندولو لاعب كرة قدم أمريكي.
- 21 فبراير – جوردان بيل ممثل أمريكي.
- 21 فبراير – جينيفر لوف هيويت ممثلة أمريكية.
- 21 فبراير – كارليتو
- 22 فبراير – جيسيكا كيبر
- 23 فبراير – إيريكا إيرفين
- 25 فبراير – نابليون هاريس لاعب كرة سلة أمريكي.
- 28 فبراير – مارك ساليرس لاعب كرة سلة أمريكي.

### مارس
- 1 مارس – كريس أوينز لاعب كرة سلة أمريكي.
- 4 مارس – ترنتون هاسل لاعب كرة سلة أمريكي.
- 5 مارس – ريكي ليندهوم
- 5 مارس – كورسلي إدواردز لاعب كرة سلة أمريكي.
- 6 مارس – تيم هاوارد لاعب كرة قدم أمريكي.
- 6 مارس – ديفيد فلير مصارع محترف من الولايات المتحدة الأمريكية.
- 9 مارس – ميلينا بيريز
- 11 مارس – إلتون براند لاعب كرة سلة أمريكي.
- 11 مارس – جويل مادن موسيقي أمريكي.
- 11 مارس – فريد جونز لاعب كرة سلة من الولايات المتحدة الأمريكية.
- 12 مارس – تشارلي بيل لاعب كرة سلة أمريكي.
- 14 مارس – كرس كلاين ممثل أمريكي.
- 17 مارس – ستورمي دانيالز ممثلة أفلام إباحية ومخرجة أمريكية.
- 18 مارس – آدم ليفين
- 18 مارس – دانييل هاريس
- 18 مارس – هارفي كاري لاعب كرة سلة أمريكي.
- 19 مارس – جو هورسلي ممثل أمريكي.
- 20 مارس – دانيال كورميي
- 20 مارس – شون جورج ملاكم من الولايات المتحدة الأمريكية.
- 22 مارس – نيكي تيسلي لاعبة كرة سلة أمريكية.
- 23 مارس – جيسي مصارع محترف من الولايات المتحدة الأمريكية.
- 23 مارس – داني بات درّاج طريق من الولايات المتحدة الأمريكية.
- 24 مارس – ليك بيل
- 25 مارس – لي بيس ممثل أمريكي.
- 30 مارس – خوسيه بابلو كانتيلو ممثل أمريكي.
- 30 مارس – نورا جونز

### أبريل
- 1 أبريل – إليزابيث غوتييريز ممثلة أمريكية.
- 1 أبريل – لويس كامبل لاعب كرة سلة أمريكي.
- 2 أبريل – جيسي كارمايكل موسيقي أمريكي.
- 3 أبريل – موريس جيفرز لاعب كرة سلة أمريكي.
- 4 أبريل – ناتاشا ليون
- 5 أبريل – تود بيرغر
- 7 أبريل – كايل هيل لاعب كرة سلة أمريكي.
- 7 أبريل – نيكول فيورنتينو موسيقية من الولايات المتحدة الأمريكية.
- 9 أبريل – كيفن برليسون لاعب كرة سلة أمريكي.
- 10 أبريل – راشيل كوري ناشطة أمريكية للسلام.
- 12 أبريل – جنيفر موريسون
- 12 أبريل – جوردن دي يونج لاعب كرة قاعدة من الولايات المتحدة الأمريكية.
- 12 أبريل – كلير دينس ممثلة أمريكية.
- 13 أبريل – بارون ديفيز لاعب كرة سلة أمريكي.
- 13 أبريل – ميغان شونيسي لاعبة كرة مضرب أمريكية.
- 15 أبريل – أنتوني غروندي لاعب كرة سلة أمريكي.
- 18 أبريل – كورتني كارداشيان
- 18 أبريل – مايكل برادلي لاعب كرة سلة من الولايات المتحدة الأمريكية.
- 19 أبريل – كيت هدسون ممثلة أمريكية.
- 23 أبريل – جايمي كينغ
- 23 أبريل – كريس بورغيس لاعب كرة سلة من الولايات المتحدة الأمريكية.
- 25 أبريل – جوزيبي أندروز ممثل ومخرج أمريكي.
- 25 أبريل – خالد الأمين لاعب كرة سلة أمريكي.
- 26 أبريل – تاروس ريلي مغني جمايكي.

### مايو
- 1 مايو – ميشيل بيري منافِسة أوليمبية من الولايات المتحدة الأمريكية.
- 4 مايو – لانس باس
- 7 مايو – كاتي دوغلاس لاعبة كرة سلة أمريكية.
- 7 مايو – مايك ويلكس لاعب كرة سلة أمريكي.
- 9 مايو – روزاريو دوسن
- 11 مايو – ماري إليزابيث إليس ممثلة أمريكية.
- 13 مايو – تيت إلينغتون ممثل أمريكي.
- 13 مايو – ميكي مادن موسيقي أمريكي.
- 14 مايو – شون دانيلز لاعب كرة سلة أمريكي.
- 19 مايو – سانو ليك ممثلة أمريكية.
- 22 مايو – ماجي كيو ممثلة أمريكية.
- 23 مايو – راسوال باتلر لاعب كرة سلة أمريكي.
- 24 مايو – أميليا كوك ممثلة أمريكية.
- 24 مايو – تريسي مكجرادي لاعب كرة سلة أمريكي.
- 24 مايو – فرانك مير
- 25 مايو – كارلوس بوكانيغرا لاعب كرة قدم أمريكي.
- 26 مايو – آشلي ماسارو
- 26 مايو – إليزابيث هارنويس ممثلة أمريكية.
- 28 مايو – جيسي برادفورد ممثل أمريكي.

### يونيو
- 3 يونيو – تيري براون لاعب كرة سلة أمريكي.
- 5 يونيو – إيرين بيربيروجلو لاعبة كرة سلة أمريكية.
- 6 يونيو – سيكو باول ملاكم من الولايات المتحدة الأمريكية.
- 11 يونيو – ماثيو فاندايك صحفي أمريكي.
- 12 يونيو – آدم بالينجير لاعب كرة سلة من الولايات المتحدة الأمريكية.
- 12 يونيو – إيرل واتسون لاعب كرة سلة أمريكي.
- 15 يونيو – ديموند غرين لاعب كرة سلة أمريكي.
- 17 يونيو – نيك ريماندو لاعب كرة قدم أمريكي.
- 21 يونيو – كريس برات ممثل أمريكي.
- 22 يونيو – ترافيس ووكر ملاكم من الولايات المتحدة الأمريكية.
- 24 يونيو – ميندي كالينغ
- 25 يونيو – بوسي فيليبس ممثلة أمريكية.
- 25 يونيو – لا لا أنتوني
- 26 يونيو – ريان تيدير
- 28 يونيو – آرون مكغي لاعب كرة سلة أمريكي.
- 28 يونيو – دامون براون لاعب كرة سلة أمريكي.
- 28 يونيو – فيليشيا داي ممثلة أمريكية.
- 30 يونيو – ريك غونزاليس ممثل أمريكي.
- 30 يونيو – كوري هايتاور لاعب كرة سلة أمريكي.

### يوليو
- 2 يوليو – سام هورنيش الابن سائق سيارة سباق من الولايات المتحدة الأمريكية.
- 2 يوليو – والتر ديفيس منافِس أوليمبي من الولايات المتحدة الأمريكية.
- 6 يوليو – كيفن هارت
- 8 يوليو – بريتون جونسن لاعب كرة سلة أمريكي.
- 11 يوليو – جيف تريباجنير لاعب كرة سلة أمريكي.
- 14 يوليو – سكوت بوتر
- 15 يوليو – لورا بينانتي ممثلة أمريكية.
- 16 يوليو – جيما ميس
- 16 يوليو – كريس ميهم لاعب كرة سلة من الولايات المتحدة الأمريكية.
- 16 يوليو – كيم رود لاعبة رماية من الولايات المتحدة الأمريكية.
- 17 يوليو – مايك فوغل
- 18 يوليو – جو كريسبين لاعب كرة سلة من الولايات المتحدة الأمريكية.
- 18 يوليو – جوي ميركوري مصارع محترف من الولايات المتحدة الأمريكية.
- 19 يوليو – براين فاهالي لاعب كرة مضرب أمريكي.
- 21 يوليو – تاميكا كاتشينغز لاعبة كرة سلة من الولايات المتحدة الأمريكية.
- 22 يوليو – بارفيش تشينا ممثل أمريكي.
- 24 يوليو – ريان همفري لاعب كرة سلة أمريكي.
- 24 يوليو – نورمان ريتشاردسون لاعب كرة سلة أمريكي.
- 28 يوليو – موريس بيكر لاعب كرة سلة أمريكي.
- 29 يوليو – رونالد موراي لاعب كرة سلة أمريكي.
- 30 يوليو – كارلوس أرويو لاعب كرة سلة بورتوريكي.
- 30 يوليو – لوكاس بابين ممثل أمريكي.

### أغسطس
- 1 أغسطس – جايسون موموا
- 6 أغسطس – ترافيس ريد لاعب كرة سلة أمريكي.
- 8 أغسطس – راشارد لويس لاعب كرة سلة من الولايات المتحدة الأمريكية.
- 8 أغسطس – راندي هولكومب
- 8 أغسطس – وليام أفيري لاعب كرة سلة أمريكي.
- 10 أغسطس – بريان باتيستون لاعب كرة مضرب من الولايات المتحدة.
- 10 أغسطس – جوانا غارسيا
- 10 أغسطس – دوين جيفرسون لاعب كرة سلة أمريكي.
- 12 أغسطس – بيتر براونغاردت
- 12 أغسطس – تيريل ليداي لاعب كرة سلة أمريكي.
- 18 أغسطس – إدوارد بويدن
- 20 أغسطس – ميرت شومبيرت لاعب كرة سلة من الولايات المتحدة الأمريكية.
- 22 أغسطس – براندون آدمز ممثل أمريكي.
- 22 أغسطس – تشارلي ساندرز
- 23 أغسطس – جوليان كازابلانكاس
- 23 أغسطس – جيمس ميلر لاعب كرة سلة من الولايات المتحدة الأمريكية.
- 23 أغسطس – كلير غرانت ممثلة أمريكية.
- 24 أغسطس – مايكل ريد لاعب كرة سلة أمريكي.
- 25 أغسطس – ديانا نولان لاعبة كرة سلة أمريكية.
- 27 أغسطس – آرون بول ممثل أمريكي.
- 28 أغسطس – روث رايلي لاعبة كرة سلة أمريكية.
- 30 أغسطس – مارين أيرلند ممثلة أمريكية.
- 31 أغسطس – ميكي جيمس

### سبتمبر
- 2 سبتمبر – جوناثان كيت
- 3 سبتمبر – شون لامبلي لاعب كرة سلة أمريكي.
- 6 سبتمبر – فوكسي براون
- 8 سبتمبر – بينك
- 10 سبتمبر – أيانا ووكر لاعبة كرة سلة أمريكية.
- 10 سبتمبر – جاكوب يانغ ممثل أمريكي.
- 10 سبتمبر – جوسلين بن لاعبة كرة سلة من الولايات المتحدة الأمريكية.
- 11 سبتمبر – أريانة ريتشاردز فنانة أمريكية.
- 11 سبتمبر – كاميرون ريتشاردسن ممثلة أمريكية.
- 15 سبتمبر – أيمي ديفيدسن ممثلة أمريكية.
- 15 سبتمبر – ديف أنابل ممثل أمريكي.
- 16 سبتمبر – فلو رايدا
- 17 سبتمبر – بيلي ميلر ممثل أمريكي.
- 18 سبتمبر – أليسون لوهمان ممثلة أمريكية.
- 20 سبتمبر – ألان غرين ملاكم من الولايات المتحدة الأمريكية.
- 21 سبتمبر – براندي ماكين لاعبة كرة سلة من الولايات المتحدة الأمريكية.
- 22 سبتمبر – إميلي أوتم موسيقية أمريكية.
- 22 سبتمبر – تشاد مايكل كولينز ممثل أمريكي.
- 22 سبتمبر – سوين كاس لاعبة كرة سلة من الولايات المتحدة الأمريكية.
- 23 سبتمبر – ريكي ديفيس لاعب كرة سلة أمريكي.
- 24 سبتمبر – جستين برونينج
- 25 سبتمبر – تي.آي.
- 25 سبتمبر – كايل بينيت درّاج طريق من الولايات المتحدة الأمريكية.
- 26 سبتمبر – مارك فاميجليتي ممثل أمريكي.
- 27 سبتمبر – جاد ساكستون
- 28 سبتمبر – دان بوديجامير ممثل أمريكي.
- 30 سبتمبر – مايك داموس ممثل أمريكي.

### أكتوبر
- 1 أكتوبر – كيرتس آكسل مصارع محترف من الولايات المتحدة الأمريكية.
- 2 أكتوبر – برينا براون ممثلة أمريكية.
- 3 أكتوبر – جون موريسون
- 4 أكتوبر – راشيل لي كوك
- 5 أكتوبر – لافيل فيلتون لاعب كرة سلة أمريكي.
- 5 أكتوبر – ويل ماكدونالد لاعب كرة سلة أمريكي.
- 8 أكتوبر – كريستانا لوكن ممثلة أمريكية.
- 9 أكتوبر – براندون روث لاعب كرة قدم أمريكي.
- 10 أكتوبر – جويل برزيبيلا لاعب كرة سلة أمريكي.
- 10 أكتوبر – ميا
- 14 أكتوبر – ستايسي كيبلر
- 15 أكتوبر – روبرت بيكر ممثل أمريكي.
- 18 أكتوبر – ني-يو
- 20 أكتوبر – جون كراسينسكي ممثل أمريكي.
- 20 أكتوبر – نرجس فخري
- 22 أكتوبر – توني بوبيت لاعب كرة سلة أمريكي.
- 22 أكتوبر – جانيرو بارجو لاعب كرة سلة أمريكي.
- 22 أكتوبر – كيرميت سنترون
- 23 أكتوبر – لين غرير لاعب كرة سلة من الولايات المتحدة الأمريكية.
- 25 أكتوبر – ماريانا كلافينو ممثلة أمريكية.
- 26 أكتوبر – جوناثان تشيس ممثل أمريكي.
- 27 أكتوبر – سوزي كاستيو
- 27 أكتوبر – نيك فاندرلان لاعب كرة سلة أمريكي.
- 29 أكتوبر – هوليس برايس لاعب كرة سلة أمريكي.
- 30 أكتوبر – ألونزو بتلر ملاكم من الولايات المتحدة الأمريكية.
- 30 أكتوبر – روبن دوغلاس لاعب كرة سلة من الولايات المتحدة الأمريكية.
- 30 أكتوبر – كريستينا أناباو ممثلة أمريكية.

### نوفمبر
- 2 نوفمبر – اريكا فلوريس ممثلة أمريكية.
- 3 نوفمبر – كارلتون آرون لاعب كرة سلة من الولايات المتحدة الأمريكية.
- 5 نوفمبر – كيث ماكليود لاعب كرة سلة أمريكي.
- 6 نوفمبر – لامار أودوم لاعب كرة سلة من الولايات المتحدة الأمريكية.
- 9 نوفمبر – كوري هاردريكت
- 10 نوفمبر – نينا مرسيدس ممثلة إباحية أمريكية.
- 11 نوفمبر – مونتا ماكغي لاعب كرة سلة أمريكي.
- 12 نوفمبر – جوني سترونغ
- 12 نوفمبر – كوري ماجيت لاعب كرة سلة أمريكي.
- 13 نوفمبر – ميتا وورلد بيس لاعب كرة سلة أمريكي.
- 15 نوفمبر – روبرت كيندريك لاعب كرة مضرب أمريكي.
- 18 نوفمبر – نيت باركر
- 19 نوفمبر – باري جينكينز صانع أفلام أمريكي.
- 19 نوفمبر – ريان هوارد لاعب كرة قاعدة من الولايات المتحدة الأمريكية.
- 20 نوفمبر – نيك إبهيمير لاعب كرة سلة أمريكي.
- 21 نوفمبر – ستروميلي سويفت لاعب كرة سلة أمريكي.
- 24 نوفمبر – كارميليتا جيتر
- 25 نوفمبر – جيري فيرارا ممثل أمريكي.
- 27 نوفمبر – برندان هايوود لاعب كرة سلة أمريكي.
- 27 نوفمبر – ريكي كارمايكل
- 27 نوفمبر – هيلاري هان
- 28 نوفمبر – كاميليونير
- 29 نوفمبر – ذا غيم

### ديسمبر
- 3 ديسمبر – شون باركر
- 4 ديسمبر – جاي ديميريت لاعب كرة قدم أمريكي.
- 5 ديسمبر – نيك ستال ممثل أمريكي.
- 7 ديسمبر – سارة باريلز
- 8 ديسمبر – ريتشارد ميلتسر لاعب كرة سلة أمريكي.
- 12 ديسمبر – جون سالمونز لاعب كرة سلة أمريكي.
- 12 ديسمبر – كريس لانغ لاعب كرة سلة أمريكي.
- 14 ديسمبر – آرون لوكاس لاعب كرة سلة أمريكي.
- 15 ديسمبر – آدم برودي ممثل أمريكي.
- 15 ديسمبر – ديانا جاكسون لاعبة كرة سلة من الولايات المتحدة الأمريكية.
- 16 ديسمبر – لوك هاربر
- 18 ديسمبر – ايمي جرابو ممثلة أمريكية.
- 18 ديسمبر – فيل هيث
- 19 ديسمبر – ماشيسكا واشنطن لاعب كرة مضرب أمريكي.
- 19 ديسمبر – نيكي هانتر ممثلة إباحية أمريكية.
- 22 ديسمبر – أماندا بيكر ممثلة أمريكية.
- 23 ديسمبر – هولي ماديسون
- 26 ديسمبر – كريس دوتري
- 28 ديسمبر – أندريه هولاند ممثل أمريكي.
- 28 ديسمبر – بوبي تايت
- 28 ديسمبر – جيمس بليك لاعب كرة مضرب أمريكي.
- 29 ديسمبر – جاستين روبرتس
- 29 ديسمبر – سام هوسكين

## وفيات

### يناير
- 1 يناير – غاردنر مورفي (مواليد 1895) عالم نفس أمريكي.
- 1 يناير – ويليام ليمان (مواليد 1901) لاعب كرة قدم أمريكي.
- 3 يناير – كونراد هيلتون (مواليد 1887) سياسي أمريكي.
- 5 يناير – بيلي بلتشر (مواليد 1894)
- 5 يناير – شارليس مينغوس (مواليد 1922)
- 8 يناير – سارة كارتر (مواليد 1898) موسيقية أمريكية.
- 12 يناير – بيت سميث (مواليد 1892)
- 15 يناير – تشارلز موريس (مواليد 1903) فيلسوف أمريكي.
- 16 يناير – تيد كاسيدي (مواليد 1932) لاعب كرة سلة أمريكي.
- 25 يناير – ديك كروكيت (مواليد 1915) ممثل ومخرج أمريكي.
- 26 يناير – نيلسون روكفلر (مواليد 1908) سياسي أمريكي.

### فبراير
- 6 فبراير – مارغريت هاروود (مواليد 1885) عالمة فلك أمريكية.
- 9 فبراير – آلين تيت (مواليد 1899)

### أبريل
- 4 أبريل – إدغار بوكانان (مواليد 1903)
- 7 أبريل – تشارلز سوير (مواليد 1887) سياسي أمريكي.
- 19 أبريل – روجرز مورتون (مواليد 1914) سياسي أمريكي.
- 20 أبريل – داتش ديهنيرت (مواليد 1898)
- 24 أبريل – جون كارول (مواليد 1906) ممثل أمريكي.

### مارس
- 26 مارس - جين ستافورد، روائية وكاتبة قصص قصيرة من الولايات المتحدة.

### مايو
- 8 مايو – تالكوت بارسونز (مواليد 1902) عالم اجتماع أمريكي.
- 11 مايو – جوان شاندلير (مواليد 1923)

### يونيو
- 2 يونيو – جيم هوتون (مواليد 1934)
- 11 يونيو – جون واين (مواليد 1907) ممثل أمريكي.
- 13 يونيو – جورج سيزار (مواليد 1912) ممثل أمريكي.
- 14 يونيو – دايفيد باتلر (مواليد 1894)
- 16 يونيو – نيكولاس راي (مواليد 1911) مخرج أفلام أمريكي.

### يوليو
- 6 يوليو – إليزابيث ريان (مواليد 1892) لاعبة كرة مضرب من الولايات المتحدة.
- 8 يوليو – روبرت وودورد (مواليد 1917) كيميائي أمريكي.
- 11 يوليو – ديفيد بوسورث (مواليد 1897)
- 22 يوليو – توني جالنتو (مواليد 1910)
- 28 يوليو – جورج سيتون (مواليد 1911)

### أغسطس
- 10 أغسطس – ديك فوران (مواليد 1910)
- 16 أغسطس – واو ريان دافي (مواليد 1888) سياسي أمريكي.
- 27 أغسطس – نورمان لويس (مواليد 1909) فنان أمريكي.
- 30 أغسطس – جين سيبيرغ (مواليد 1938) ممثلة أمريكية.

### سبتمبر
- 10 سبتمبر – فرانكلين أدريون (مواليد 1902)
- 17 سبتمبر – تشارلز ه فاهي (مواليد 1892)
- 26 سبتمبر – جون كرومويل (مواليد 1887)

### أكتوبر
- 1 أكتوبر – روي هاريس (مواليد 1898) ملحن أمريكي.
- 6 أكتوبر – إليزابيث بيشوب (مواليد 1911) شاعرة أمريكية.
- 10 أكتوبر – فريد غراهام (مواليد 1908) ممثل أمريكي.
- 12 أكتوبر – شارلوت مينو (مواليد 1886) ممثلة من الولايات المتحدة الأمريكية.
- 12 أكتوبر – كاثرين بور بلودجيت (مواليد 1898) فيزيائية أمريكية.
- 21 أكتوبر – بياتريس هيكس (مواليد 1919) مهندسة من الولايات المتحدة الأمريكية.

### نوفمبر
- 1 نوفمبر – مامي ايزنهاور (مواليد 1896)
- 17 نوفمبر – سيكستو إسكوبار (مواليد 1913) ملاكم من الولايات المتحدة الأمريكية.

### ديسمبر
- 3 ديسمبر – كارل باكنغهام كوفورد (مواليد 1915) عالم حيوان من الولايات المتحدة الأمريكية.
- 10 ديسمبر – آن دفوراك (مواليد 1912)
- 13 ديسمبر – جون هول (مواليد 1915) ممثل أمريكي.
- 22 ديسمبر – داريل فرانسيس زانوك (مواليد 1902)
- 23 ديسمبر – إرنست بي. شودساك (مواليد 1893) مخرج أفلام أمريكي.
- 25 ديسمبر – لي بومان (مواليد 1914) ممثل أمريكي.
- 30 ديسمبر – ريتشار رودجر (مواليد 1902) ملحن أمريكي.